# Spydbæreren
Spydbæreren er en græsk statue af marmor. I dag står der en kopi i Rom.
| Kunst | Spire Denne artikel om kunst er en spire som bør udbygges. Du er velkommen til at hjælpe Wikipedia ved at udvide den. |